# Сен-Рафаель (Вар)
Сен-Рафае́ль (фр. Saint-Raphaël) — місто та муніципалітет у Франції, у регіоні Прованс — Альпи — Лазурний Берег, департамент Вар. Населення — 35 950 осіб (01.01.2021).
Муніципалітет розташований на відстані близько 700 км на південний схід від Парижа, 115 км на схід від Марселя, 80 км на північний схід від Тулона.

## Демографія
Динаміка населення ( ):
Розподіл населення за віком та статтю (2006):
| Стать | Всього | До 15 років | 15-24 | 25-44 | 45-64 | 65-85 | Понад 85 |
| --- | ------ | ----------- | ----- | ----- | ----- | ----- | -------- |
| Чоловіки | 15 584 | 2211        | 1489  | 3328  | 3891  | 4172  | 493      |
| Жінки | 18 204 | 2001        | 1400  | 3545  | 4962  | 5247  | 1049     |
| \| Статево-вікова піраміда \| Статево-вікова піраміда \| Статево-вікова піраміда \| \| ----------------------- \| ----------------------- \| ----------------------- \| \| Чоловіки \| Вік \| Жінки \| \| 493 \| 85 + \| 1049 \| \| 882 \| 80-84 \| 1109 \| \| 891 \| 75-79 \| 1390 \| \| 1126 \| 70-74 \| 1431 \| \| 1273 \| 65-69 \| 1317 \| \| 1112 \| 60-64 \| 1441 \| \| 1062 \| 55-59 \| 1356 \| \| 926 \| 50-54 \| 1145 \| \| 791 \| 45-49 \| 1020 \| \| 1042 \| 40-44 \| 1025 \| \| 814 \| 35-39 \| 974 \| \| 806 \| 30-34 \| 765 \| \| 666 \| 25-29 \| 781 \| \| 644 \| 20-24 \| 558 \| \| 845 \| 15-20 \| 842 \| \| 794 \| 10-14 \| 785 \| \| 752 \| 5-9 \| 654 \| \| 665 \| 0-4 \| 562 \| |        |             |       |       |       |       |          |
| Статево-вікова піраміда |        |             |       |       |       |       |          |
| Чоловіки | Вік    | Жінки       |       |       |       |       |          |
| 493 | 85 +   | 1049        |       |       |       |       |          |
| 882 | 80-84  | 1109        |       |       |       |       |          |
| 891 | 75-79  | 1390        |       |       |       |       |          |
| 1126 | 70-74  | 1431        |       |       |       |       |          |
| 1273 | 65-69  | 1317        |       |       |       |       |          |
| 1112 | 60-64  | 1441        |       |       |       |       |          |
| 1062 | 55-59  | 1356        |       |       |       |       |          |
| 926 | 50-54  | 1145        |       |       |       |       |          |
| 791 | 45-49  | 1020        |       |       |       |       |          |
| 1042 | 40-44  | 1025        |       |       |       |       |          |
| 814 | 35-39  | 974         |       |       |       |       |          |
| 806 | 30-34  | 765         |       |       |       |       |          |
| 666 | 25-29  | 781         |       |       |       |       |          |
| 644 | 20-24  | 558         |       |       |       |       |          |
| 845 | 15-20  | 842         |       |       |       |       |          |
| 794 | 10-14  | 785         |       |       |       |       |          |
| 752 | 5-9    | 654         |       |       |       |       |          |
| 665 | 0-4    | 562         |       |       |       |       |          |

## Економіка
2010 року серед 17 958 осіб працездатного віку (15—64 років) 11 833 були активними, 6125 — неактивними (показник активності 65,9%, у 1999 році було 65,1%). З 11 833 активних мешканців працювало 10 228 осіб (5373 чоловіки та 4855 жінок), безробітними було 1605 (713 чоловіків та 892 жінки). Серед 6125 неактивних 1518 осіб було учнями чи студентами, 2727 — пенсіонерами, 1880 були неактивними з інших причин.

У 2010 році у муніципалітеті числилось 18182 оподатковані домогосподарства, у яких проживали 37257,5 особи, медіана доходів виносила 21 541 євро на одного особоспоживача.

## Галерея зображень

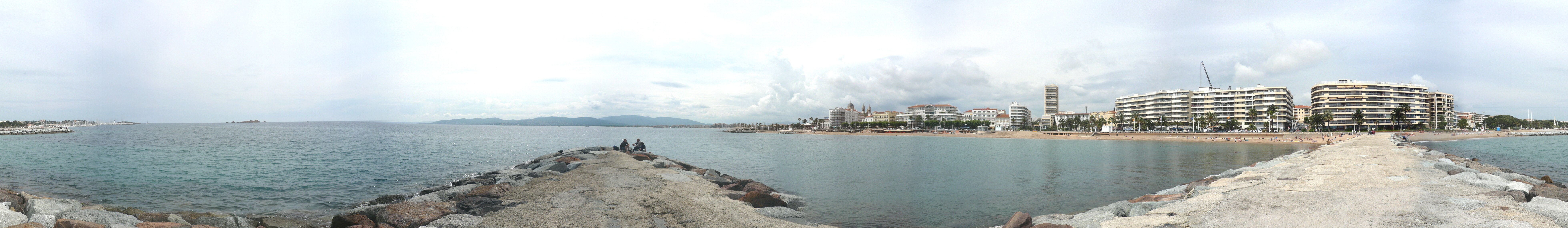
Панорама міста
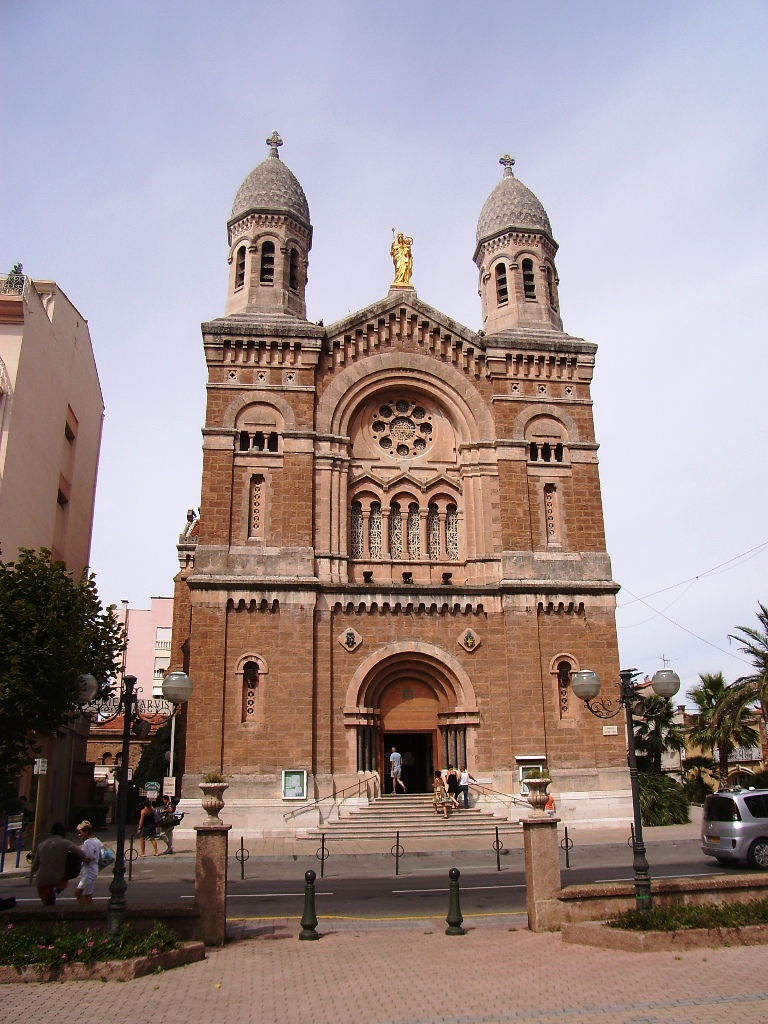
Церква Нор-Дам-де-ла-Віктуар
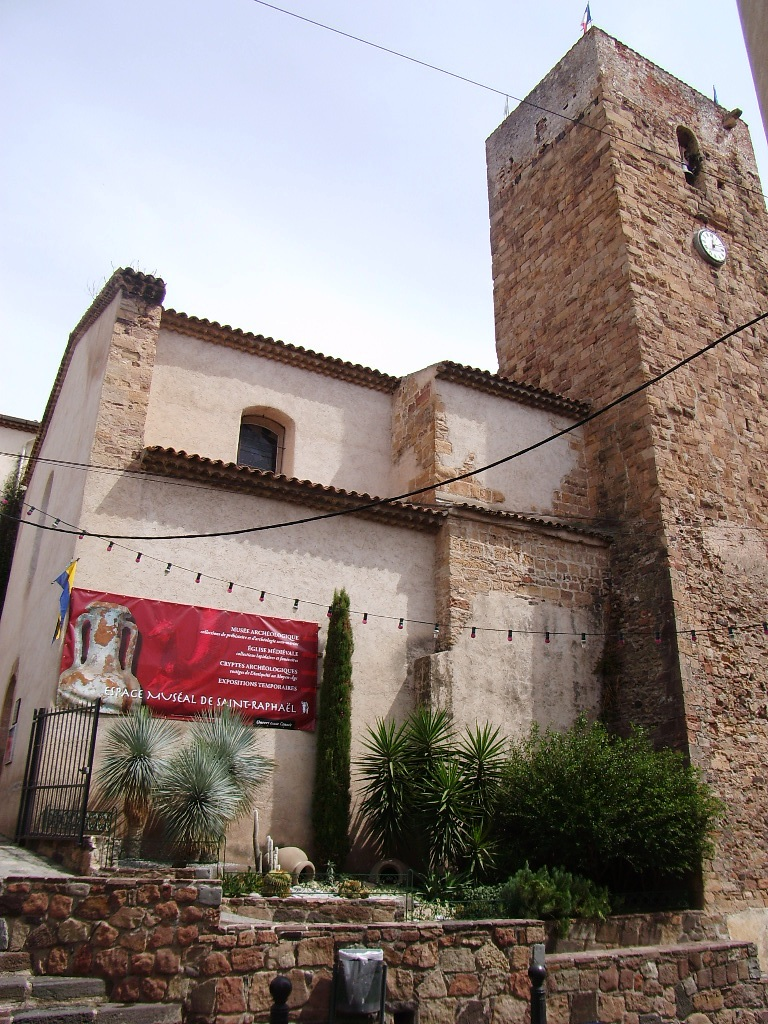
Церква Сен-П'єр-де-Тампліє
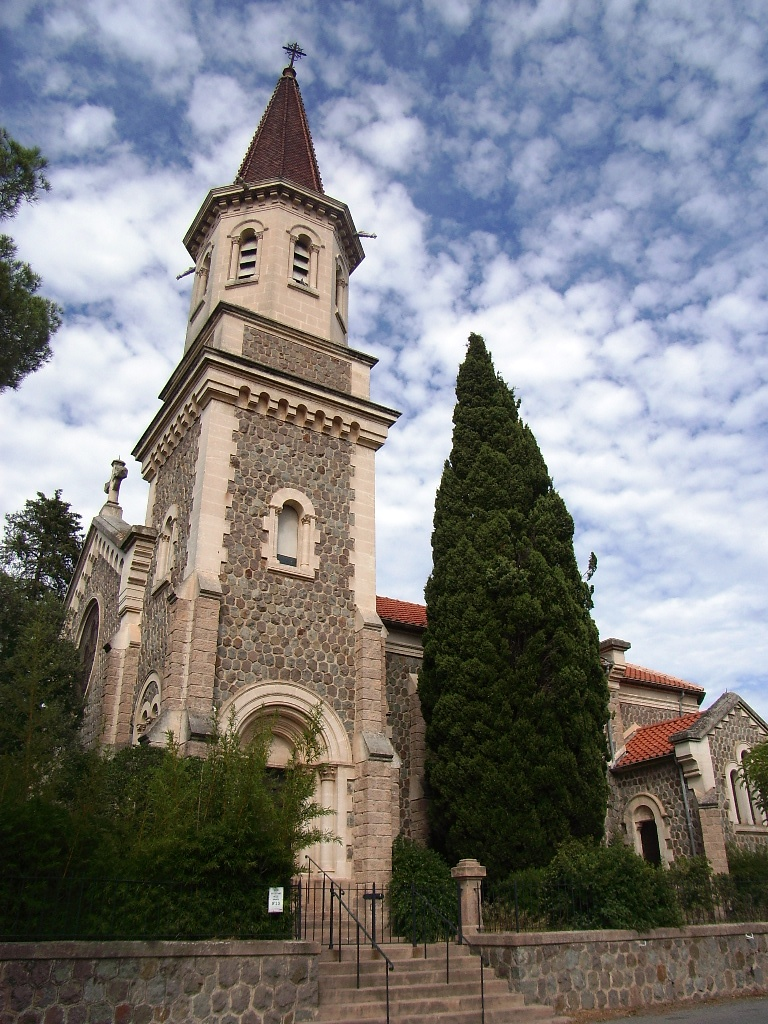
Каплиця всіх святих
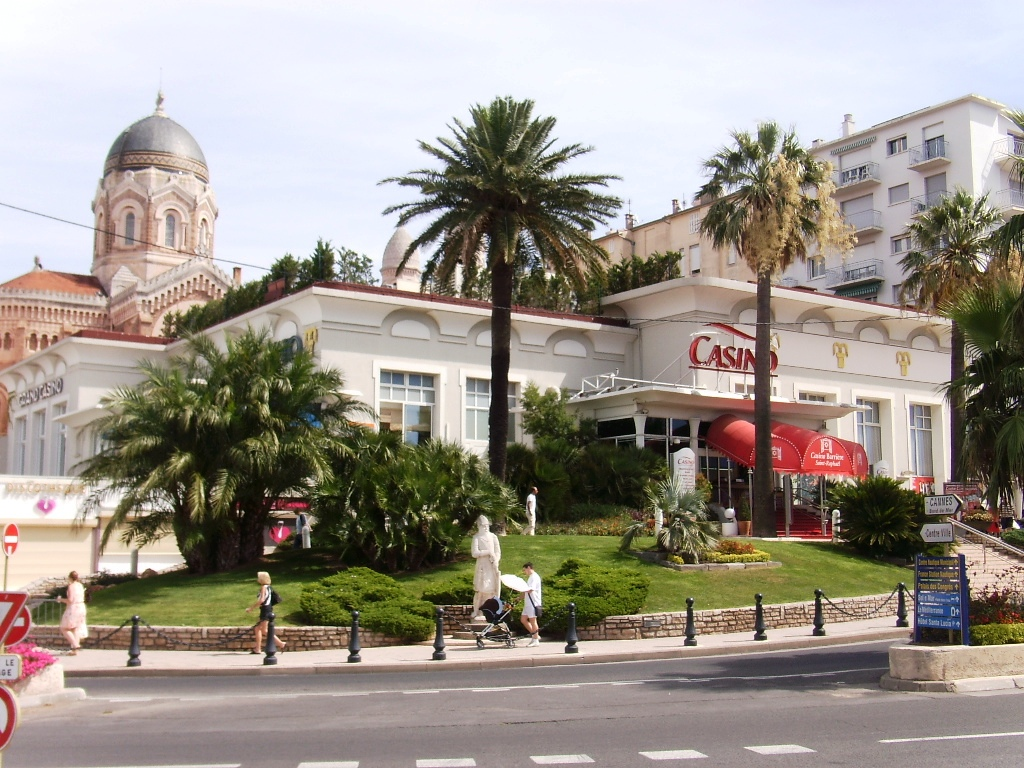
Казино
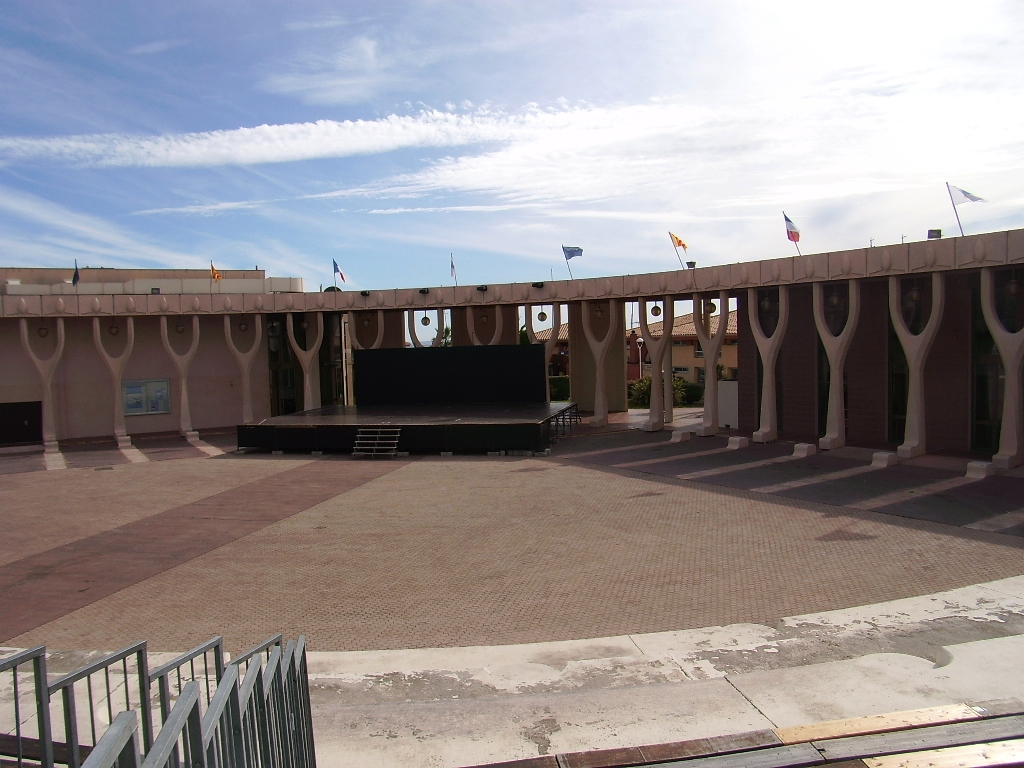
Палац конгресів
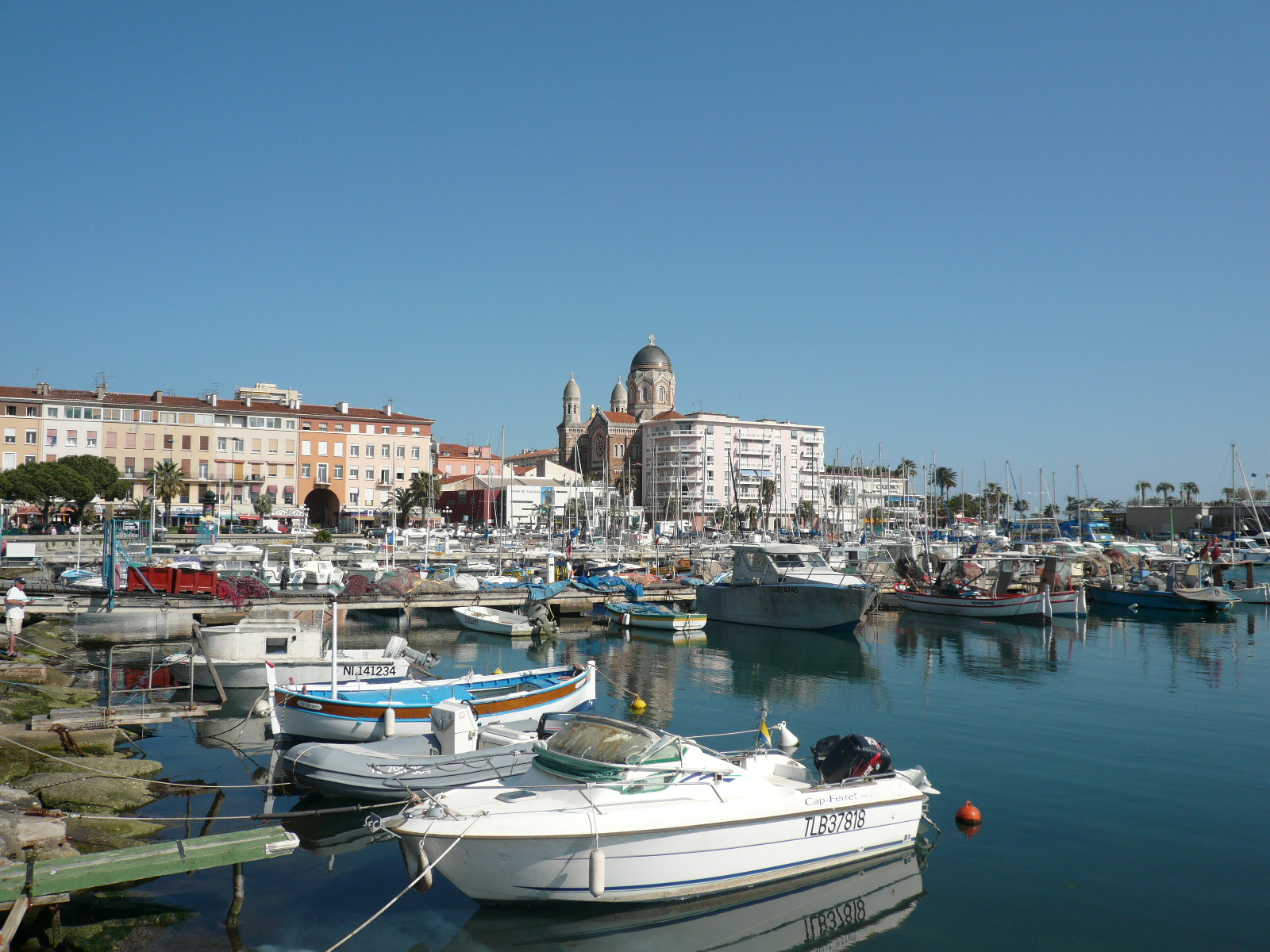
Порт
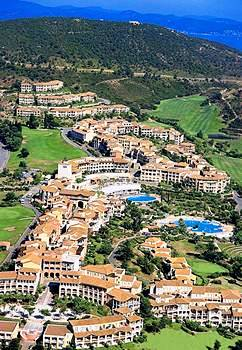
Вид на мис Естерель
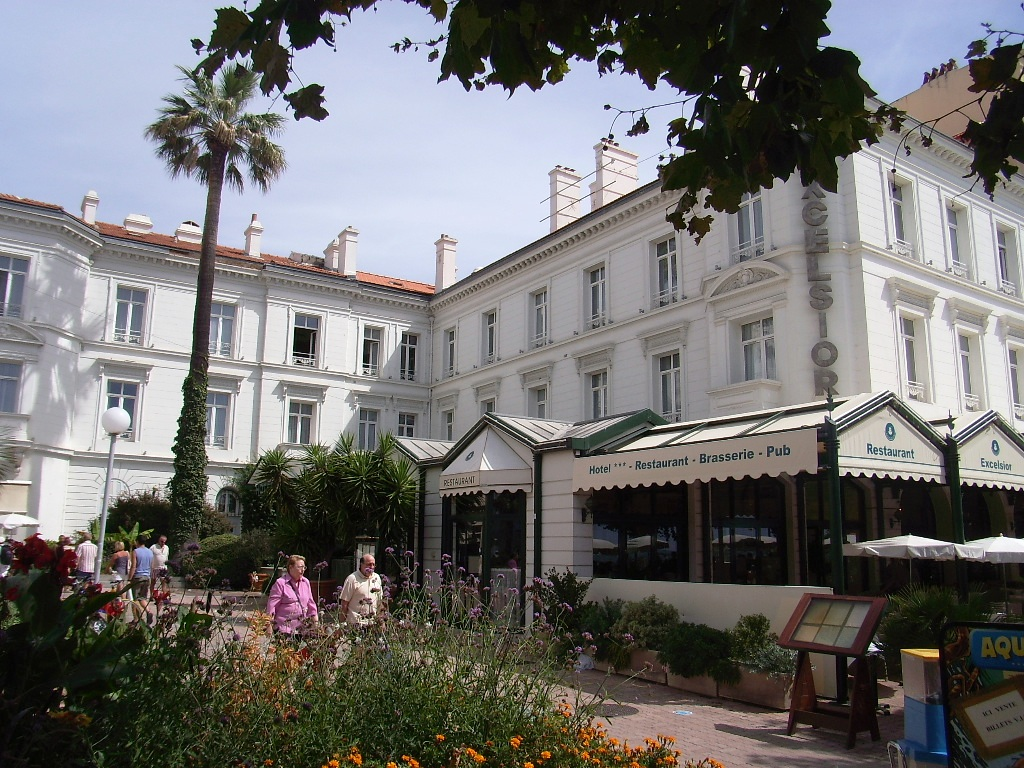
Готель Excelcior
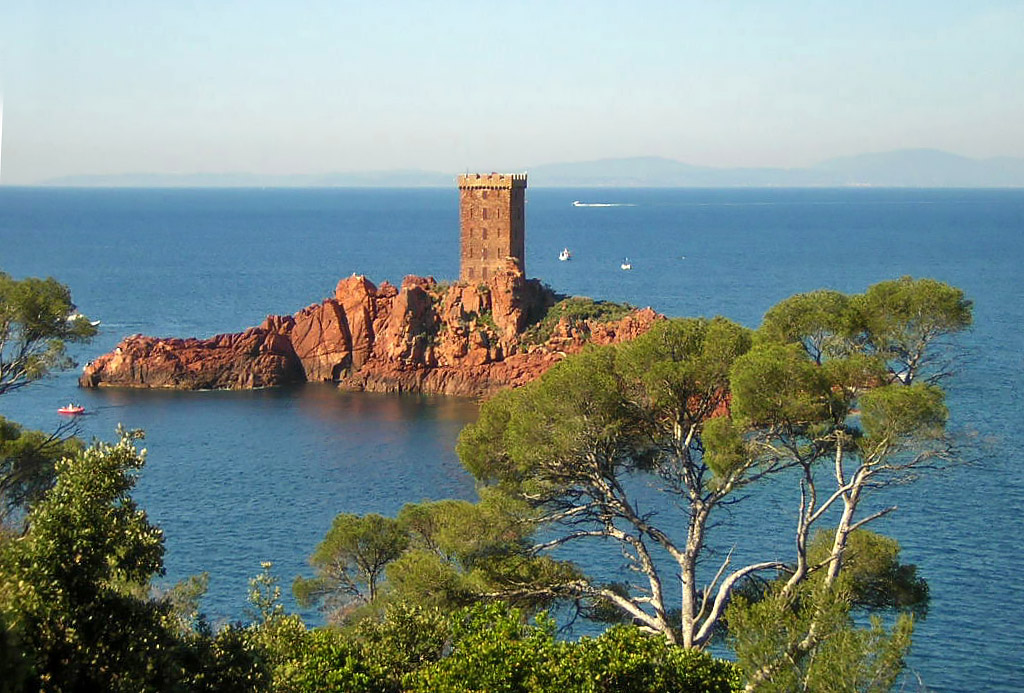
Сарацинська вежа на острові Іль-д'Ор

## Уродженці
- Віктор Сержан (*1886 — †1923) — французький футболіст, захисник.
- Капучіне (1928-1990) — відома французька кіноакторка і модель.